# DeAndre Liggins
DeAndre Desmond Liggins, né le 31 mars 1988 à Chicago, dans l'Illinois, est un joueur américain de basket-ball. Il évolue au poste d'arrière.

## Biographie

### Carrière universitaire
Liggins joue trois ans à l'université du Kentucky pour les Wildcats. Il passe ses deux premières saisons en étant remplaçant mais lors de sa saison de junior, son entraîneur John Calipari le titularise. Après sa troisième saison, il annonce sa candidature pour la draft 2011 de la NBA.

### Carrière professionnelle

#### Magic d'Orlando (2011-2012)
Le 24 juin 2011, Liggins est sélectionné à la 53e position de la draft 2011 de la NBA par le Magic d'Orlando. Liggins fait ses débuts en NBA avec le Magic le 20 février 2012 lors du déplacement chez les Bucks de Milwaukee où il marque trois points et prend deux rebonds en dix minutes de jeu. En juillet 2012, il participe à la NBA Summer League 2012 avec le Magic.

#### Thunder d'Oklahoma City (2012-2013)
Le 12 septembre 2012, Liggins signe avec le Thunder d'Oklahoma City. Durant la saison 2012-2013, il est envoyé plusieurs fois chez les 66ers de Tulsa en D-League. Le 13 janvier 2013, Liggins joue son premier match NBA pour le Thunder contre les Trail Blazers de Portland à Portland ; il marque onze points et prend neuf rebonds mais le Thunder s'incline 87 à 83 contre les Trail Blazers. En juillet 2013, il participe à la NBA Summer League 2013 avec le Thunder. Le 6 septembre 2013, il est libéré par le Thunder.

#### Skyforce de Sioux Falls/Heat de Miami (2013-2014)
En novembre 2013, Liggins est sélectionné par le Skyforce de Sioux Falls. Le 3 février 2014, il est nommé dans l'équipe Futures dans le cadre du NBA D-League All-Star Game 2014.
Le 25 février 2014, il signe un contrat de 10 jours avec le Heat de Miami. Le 8 mars 2014, il signe un second contrat de dix jours avec le Heat. Le lendemain, il est envoyé chez le Skyforce de Sioux Falls. Un jour plus tard, il est rappelé dans l'effectif du Heat. Le 14 mars 2014, il est libéré par le Heat. Il a participé à un match avec le Heat où il a marqué deux points et pris un rebond. Le 18 mars 2014, il retourne chez le Skyforce. Le 21 avril, il est nommé meilleur défenseur de l'année 2014 en D-League.

#### Russie et Allemagne (2014-2015)
En juillet 2014, Liggins participe à la NBA Summer League 2014 d'Orlando avec les Pistons de Détroit et à celle de Las Vegas avec les Clippers de Los Angeles.
Le 15 octobre 2014, il signe en Russie à l'Octobre rouge Volgograd pour la saison 2014-2015. Le 20 janvier 2015, il est libéré par le club russe. Le 27 février 2015, il signe en Allemagne à l'Eisbären Bremerhaven pour le reste de la saison.

#### Skyforce de Sioux Falls (2015-2016)
Le 2 novembre 2015, Liggins est sélectionné par le Skyforce de Sioux Falls. Le 29 janvier, il est nommé dans l'équipe de l'Est pour participer au NBA D-League All-Star Game 2016, recevant sa deuxième sélection en trois ans. Toutefois, il doit manquer l'All-Star Game en raison d'une blessure à la voûte plantaire droite le 9 janvier, et est remplacé par Quinn Cook. Le 13 avril, il est nommé meilleur défenseur de l'année 2016 en D-League pour la seconde fois en trois ans. Il aide le Skyforce à terminer la saison avec le meilleur bilan de son histoire, 40 victoires et 10 défaites en 2015-2016. Il permet également à l'équipe de remporter le titre de champion D-League en remportant la finale deux matches à un contre les D-Fenders de Los Angeles. À la fin de la saison, il est nommé dans le second meilleur cinq de la D-League et le meilleur cinq défensif de la D-League pour la seconde fois de sa carrière.
Le 16 juillet 2016, il signe un contrat partiellement garanti avec les Cavaliers de Cleveland pour participer au camp d'entraînement,.

### Cavaliers de Cleveland (2016-2017)
Il signe avec les Cavaliers de Cleveland le 26 septembre 2017.

### Mavericks de Dallas (2017)
Il signe ensuite avec les Mavericks de Dallas pour finir la saison.

### Bucks de Milwaukee (2017-2018)
Le 28 juin 2017 il est échangé aux Rockets de Houston, puis est immédiatement échangé aux Clippers de Los Angeles contre Chris Paul mais est directement coupé.
Le 16 octobre 2017, il signe avec les Bucks mais est coupé le 7 janvier 2018.

### Pelicans de La Nouvelle-Orléans (2018)
Le 10 janvier 2018, il signe un contrat de 10 jours avec les Pelicans, puis il re-signe ensuite un contrat de 10 jours.
Le 5 février 2018, il signe pour deux ans avec les Pelicans mais Liggins est licencié en août 2018. Il repart alors au Skyforce de Sioux Falls.

## Statistiques
gras = ses meilleures performances

### Universitaires
| Saison    | Équipe   | Matchs | Titul. | Min./m | % Tir | % 3pts | % LF | Rbds/m. | Pass/m. | Int/m. | Ctr/m. | Pts/m. |
| --------- | -------- | ------ | ------ | ------ | ----- | ------ | ---- | ------- | ------- | ------ | ------ | ------ |
| 2008-2009 | Kentucky | 33     | 1      | 16,6   | 36,2  | 23,5   | 67,3 | 2,36    | 2,79    | 0,73   | 0,42   | 4,21   |
| 2009-2010 | Kentucky | 29     | 0      | 15,3   | 41,9  | 31,8   | 59,0 | 2,28    | 0,83    | 0,69   | 0,28   | 3,76   |
| 2010-2011 | Kentucky | 38     | 27     | 31,6   | 42,4  | 39,1   | 64,8 | 4,03    | 2,53    | 1,21   | 0,74   | 8,63   |
| Total     |          | 100    | 28     | 21,9   | 40,7  | 33,2   | 64,3 | 2,97    | 2,12    | 0,90   | 0,50   | 5,76   |

### Professionnels

#### NBA

##### Saison régulière
| Saison    | Équipe        | Matchs | Titul. | Min./m | % Tir | % 3pts | % LF | Rbds/m. | Pass/m. | Int/m. | Ctr/m. | Pts/m. |
| --------- | ------------- | ------ | ------ | ------ | ----- | ------ | ---- | ------- | ------- | ------ | ------ | ------ |
| 2011-2012 | Orlando       | 17     | 0      | 6,8    | 48,0  | 0,0    | 47,4 | 0,88    | 0,29    | 0,35   | 0,00   | 1,94   |
| 2012-2013 | Oklahoma City | 39     | 1      | 7,4    | 44,7  | 36,8   | 50,0 | 1,36    | 0,38    | 0,46   | 0,08   | 1,49   |
| 2013-2014 | Miami         | 1      | 0      | 1,4    | 100,0 | 0,0    | 0,0  | 1,00    | 0,00    | 0,00   | 0,00   | 2,00   |
| Total     |               | 57     | 1      | 7,1    | 46,6  | 30,4   | 48,6 | 1,21    | 0,35    | 0,42   | 0,05   | 1,63   |

##### Playoffs
| Saison | Équipe        | Matchs | Titul. | Min./m | % Tir | % 3pts | % LF | Rbds/m. | Pass/m. | Int/m. | Ctr/m. | Pts/m. |
| ------ | ------------- | ------ | ------ | ------ | ----- | ------ | ---- | ------- | ------- | ------ | ------ | ------ |
| 2013   | Oklahoma City | 8      | 0      | 8,5    | 33,3  | 20,0   | 25,0 | 1,75    | 0,50    | 0,12   | 0,12   | 1,00   |
| Total  |               | 8      | 0      | 8,5    | 33,3  | 20,0   | 25,0 | 1,75    | 0,50    | 0,12   | 0,12   | 1,00   |

#### D-League

##### Saison régulière
| Saison    | Équipe      | Matchs | Titul. | Min./m | % Tir | % 3pts | % LF | Rbds/m. | Pass/m. | Int/m. | Ctr/m. | Pts/m. |
| --------- | ----------- | ------ | ------ | ------ | ----- | ------ | ---- | ------- | ------- | ------ | ------ | ------ |
| 2012-2013 | Tulsa       | 19     | 19     | 34,2   | 45,1  | 46,0   | 66,7 | 6,95    | 4,32    | 1,74   | 0,37   | 11,63  |
| 2013-2014 | Sioux Falls | 42     | 41     | 39,9   | 39,0  | 32,6   | 78,3 | 7,12    | 4,79    | 2,60   | 0,64   | 14,24  |
| 2015-2016 | Sioux Falls | 34     | 33     | 38,4   | 42,8  | 43,4   | 71,1 | 6,29    | 7,00    | 2,06   | 0,50   | 13,00  |
| Total     |             | 95     | 93     | 38,2   | 41,3  | 38,0   | 73,7 | 6,79    | 5,48    | 2,23   | 0,54   | 13,27  |

##### Playoffs
| Saison    | Équipe      | Matchs | Titul. | Min./m | % Tir | % 3pts | % LF | Rbds/m. | Pass/m. | Int/m. | Ctr/m. | Pts/m. |
| --------- | ----------- | ------ | ------ | ------ | ----- | ------ | ---- | ------- | ------- | ------ | ------ | ------ |
| 2012-2013 | Tulsa       | 4      | 4      | 33,9   | 36,0  | 39,1   | 86,7 | 6,00    | 4,50    | 1,25   | 0,00   | 14,50  |
| 2013-2014 | Sioux Falls | 5      | 5      | 36,7   | 42,2  | 48,3   | 82,6 | 6,80    | 4,20    | 2,60   | 0,40   | 14,20  |
| 2015-2016 | Sioux Falls | 7      | 7      | 37,8   | 41,5  | 32,1   | 76,5 | 7,00    | 7,71    | 2,00   | 0,43   | 10,86  |
| Total     |             | 16     | 16     | 36,5   | 40,0  | 40,0   | 81,8 | 6,69    | 5,81    | 2,00   | 0,31   | 12,81  |

## Palmarès
- Champion NBA D-League (2016)
- 2× NBA D-League Defensive Player of the Year (2014, 2016)
- 2× All-NBA D-League Second Team (2014, 2016)
- 2× NBA D-League All-Defensive First Team (2014, 2016)
- 2× NBA D-League All-Star (2014, 2016)
- Champion de la Division Nord-Ouest en 2013 avec le Thunder d'Oklahoma City.